# Romeo
Romeo Montesco es uno de los personajes que dan nombre al título de la tragedia Romeo y Julieta del dramaturgo inglés William Shakespeare. Es el protagonista masculino de la obra. Romeo, hijo del Sr. y la Sra. Montesco, se enamora y se casa en secreto con Julieta, que forma parte de los Capuleto, la familia rival de la suya. Tras asesinar al primo de Julieta, Teobaldo, en un  duelo, Romeo se ve obligado a exiliarse. Sin embargo, al enterarse de la supuesta muerte de Julieta, se suicida.
Romeo, hijo único (al igual que Julieta), es uno de los personajes principales en la obra, y su presencia en ella es constante. Su amor exaltado e idealista ha llevado a que la palabra "Romeo" se convierta en sinónimo de "amante apasionado" en varios idiomas. A pesar de que a menudo se lo ha considerado como tal, no está claro que "Montesco" sea un apellido en el sentido moderno del término.

## Orígenes
Los orígenes del personaje pueden remontarse hasta Píramo, que aparece en Las metamorfosis de Ovidio, aunque se considera que su primera encarnación moderna se encuentra en el personaje de Mariotto, en la trigésimo tercera historia de Il Novellino (1476), de Masuccio Salernitano. Esta historia fue adaptada posteriormente por Luigi da Porto como Giulietta e Romeo (1530), y la fuente principal de Shakespeare fue la traducción en verso al inglés de este texto realizada por Arthur Brooke. A pesar de que tanto Salernitano como da Porto afirman que sus historias están basadas en hechos históricos, apenas hay evidencias que puedan confirmar esta aseveración.
La historia más antigua que guarda cierta similitud con el Romeo y Julieta de Shakespeare es la Efesíaca de Jenofonte de Éfeso, protagonizada por Habrócomes. El personaje de Romeo también es similar al de Píramo en Las metamorfosis de Ovidio, un joven que no consigue encontrarse con la mujer objeto de su deseo debido a una disputa familiar, y que más tarde termina suicidándose al creer erróneamente que ella ha muerto.  Aunque es bastante improbable que Shakespeare se inspirara directamente en Ovidio mientras escribía Romeo y Julieta, sí resulta mucho más plausible que la historia de Píramo influyera en los escritores italianos en cuyas obras se basó la del autor inglés.  Las dos fuentes principales que Shakespeare probablemente consultó fueron la traducción de Brookes de la obra de Luigi da Porto, y The goodly history of the true, and constant Love between Romeo and Juliet de W. Painter.

## Actores que interpretaron el papel

### Teatro
- Richard Burbage fue considerado como el primer actor en personificar a Romeo.[4]
- Henry Harris desempeñó el papel de Romeo junto a Thomas Benetton como Mercucio y Mary Saunderson como Julieta (siendo la primera mujer de manera profesional).
- Charlotte Cushman interpretó una versión femenina de Romeo junto a su hermana Susan Cushman como Julieta en una producción estadounidense en 1845.
- Henry Irving interpretó a Romeo en el Lyceum Theatre de Londres en 1882.
- Basil Rathbone y Maurice Evans interpretaron los papeles de Romeo en la producción en Broadway de 1934 a 1935 junto a Katherine Cornell como Julieta.
- John Gielgud y Laurence Olivier alternaron los papeles de Romeo y Mercucio en la producción de Westminster, Londres en 1935.
- John Stride interpretó a Romeo en una producción de 1960 de Franco Zeffirelli en Londres.
- Sean Bean interpretó a Romeo en 1986 con la The Royal Shakespeare Company, ambientada en la Verona actual. Niamh Cusack era Julieta.
- Andrew Garfield interpretó a Romeo en la producción de Royal Exchange Theatre en 2005.
- Orlando Bloom interpretó a Romeo en una producción de 2013 ambientado en la actualidad, en el Richard Rodgers Theatre en Broadway junto a Condola Rashād como Julieta, presentando a los Montesco como caucásicos y los Capuleto como morenos en una dimensión del conflicto racial.

### Cine y televisión
- Leslie Howard, en la versión de 1936 de George Cukor con Norma Shearer como Julieta.
- Richard Beymer y Ansel Elgort interpretaron a Tony Wyzek, el personaje inspirado en Romeo en las versiones cinematográficas de 1961 y 2021 del musical West Side Story.
- Leonard Whiting, en la versión de 1968 de Franco Zeffirelli con Olivia Hussey como Julieta.
- Leonardo DiCaprio, en la película William Shakespeare's Romeo + Juliet de Baz Luhrmann de 1996, junto a Claire Danes como Julieta ambientado en los tiempos modernos.
- Luis Fernando Peña interpretó a Ulises, el personaje inspirado en Romeo en la película Amar te duele de Fernando Sariñana de 2002, junto a Martha Higareda como Renata, personaje inspirada en Julieta.
- En Romeo & Juliet: Sealed With a Kiss, a Romeo se le presenta como una foca marrón y es interpretado por Daniel Trippett, mientras que su hermana Patricia Trippett hizo la voz de la foca blanca Julieta.
- Takahiro Mizushima hizo la voz de Romeo en la serie de anime Romeo × Juliet con Fumie Mizusawa como Julieta.
- Elías Viñoles interpretó a Romeo Montero, el personaje de Romeo en la telenovela argentina de 2007, ambientada en el mundo moderno.
- Douglas Booth, en la versión de 2013 de Carlo Carlei con Hailee Steinfeld como Julieta.
- Prateik Babbar interpretó a Rahul Mishra, el personaje inspirado en Romeo en la película Issaq de Manish Tiwary de 2013, junto a Amyra Dastur como Bachchi Kashyap, personaje inspirada en Julieta.
- Ranveer Singh interpretó a Ram Rajadi, el personaje inspirado en Romeo en la película Goliyon Ki Raasleela Ram-Leela de Sanjay Leela Bhansali de 2013, junto a Deepika Padukone como Leela Sanera, personaje inspirada en Julieta.